# The Greatest Hits Live - The Atomic Tour
The Greatest Hits Live at Wembley Arena é uma compilação em DVD do grupo Atomic Kitten, contendo o show na Wembley Arena, que foi gravado em 29 de fevereiro de 2004. O DVD também contem com uma seleção de vídeos do Greatest Hits.
Um DVD semelhante foi lançado um ano depois para o mercado asiático, que incluía um B-sides e um álbum remix, intitulado Access All Areas: Remixed and B-Sides com uma listagem completa, ligeiramente diferente.

## Noite De Abertura
# Act 01 Disco Dancing
- 01. Be With You
- 02. It's OK!
- 03. Don't Go Breaking My Heart
- 04. Somebody Like You

# Act 02 Classical Kittens
- 05. Love Doeasn't Hurt
- 06. If You Come To Me
- 07. The Last Goodbye
- 08. I Won't Be There
- 09. Nothing In The World

#Act 03 Old School
- 10. Right Now / Right Now 2004
- 11. Lovin' You
- 12. Always Be My Baby
- 13. Everything Goes Around

#Act 04 Gypsy Kitten
- 14. Eternal Flame (Acoustic Version)
- 15. Someone Like Me (Minus Blue Remix)
- 16. Believer
- 17. Feels So Good / Holyday / Feels So Good (Final Chours)

#Act 05 Popworld Girls
- 18. You Are
- 19. Turn Me On
- 20. Tide Is High
- 21. Follow Me
- 22. Bomb Kitten Medley: I Want Your Love / See Ya
- 23. Cradle

#Act 06 Boom
- 24. Daydream Belivier
- 25. The Moment You Leave Me
- 26. Naughty Girl (Holly Solo)
- 27. Crash & Lading (Jenny Solo)
- 28. Woman In Love (Liz Solo)
- 29. Whole Again

#Encore
- 30. Ladies Night

## Setlist Principal
# Act 01 Disco Dancing
- 01. Be With You
- 02. It's OK!
- 03. Don't Go Breaking My Heart
- 04. Somebody Like You

# Act 02 Classical Kittens
- 05. Love Doeasn't Hurt
- 06. If You Come To Me
- 07. The Last Goodbye
- 08. Last Girl Standing (Demo Não realizado)
- 09. Nothing In The World

#Act 03 Old School
- 10. Right Now / Right Now 2004
- 11. Lovin' You
- 12. Always Be My Baby
- 13. Walking On The Water

#Act 04 Gypsy Kitten
- 14. Eternal Flame (Acoustic Version)
- 15. Someone Like Me (Minus Blue Remix)
- 16. Believer
- 17. Feels So Good / Holyday / Feels So Good (Final Chours)

#Act 05 Popworld Girls
- 18. You Are
- 19. Turn Me On
- 20. Tide Is High
- 21. Follow Me
- 22. Bomb Kitten Medley: I Want Your Love / See Ya
- 23. Cradle

#Act 06 Boom
- 24. Daydream Belivier
- 25. The Moment You Leave Me
- 26. Naughty Girl (Holly Solo)
- 27. Crash & Lading (Jenny Solo)
- 28. Woman In Love (Liz Solo)
- 29. Whole Again

#Encore
- 30. Ladies Night
- 31. So Right
- 32. Whole Again (Reprise)
- 33. Lately

## Turnê Datas
Asia and The Pacific
- February 16: Tokyo Dome, Japan
- February 17: Tokyo Dome, Japan
- February 20: Brisbane, Australia
- February 22: Acer Arena Sydney, Australia
- February 23: Rod Laver Arena Melbourne, Australia
- February 25: Jakarta, Indonesia
- February 27: Kuala Lumpur, Malaysia
- February 29: Hong Kong, Hong Kong
- March 2: Taipei, Taiwan
- March 4: Nanjing, China
- March 6: Hangzhou, China
- March 8: Seoul, Korea
- March 10: Singapore, Singapore

Europe
- April 2: Stuttgart, Germany
- April 3: Munchen, Germany
- April 4: Leipzig, Germany
- April 6: Rotterdam, Netherlands "Ahoy"
- April 8: Berlin, Germany
- April 9: Hamburg, Germany
- April 11: Ballerup, Denmark
- April 12: Oslo, Norway
- April 14: Stockholm, Sweden
- April 16: Helsinki, Finland
- April 19: Zürich, Switzerland
- April 20: Padova, Italy
- April 21: Frankfurt, Germany
- April 23: Madrid, Spain (Palacio de los deportes)
- April 25: Lisbon, Portugal (Pavilhão Atlântico)
- April 27: Barcelona, Spain (Pavelló Olimpic Badalona)
- April 29: Milan, Italy
- April 30: Rome, Italy
- May 2: Oberhausen, Germany
- May 3: Luxembourg (Suspended)
- May 4: Brussels, Belgium
- May 7: Liverpool, England
- May 8: Birmingham, England
- May 11: Glasgow, Scotland
- May 12: Belfast, Northern Ireland
- May 14: O2 arena, London, England - This concert was taped and also sold out.
- May 17: Riga, Latvia "Arena Riga"
- May 19: Tallinn, Estonia "Saku Suurhall"
- May 20: Vilnius, Lithuania "Siemens Arena"
- May 21: Moscow, Russia "Olympic Stadium"
- May 22: St. Petersburg, "Ice Palace"

South Africa
.  The tour dates have yet to be rescheduled.
- June 13: Sun City, South Africa] [2]
- June 14: Sun City, South Africa
- June 15: Sun City, South Africa
- June 17 Cape Town, South Africa

North America (United States and Canada)
- July 29: St. John's, Newfoundland, CANADA (Mile One Stadium)
- July 30: St. John's, Newfoundland, CANADA (Mile One Stadium)
- August 1: Moncton, New-Brunswick, CANADA (Moncton Coliseum)
- August 2: Halifax, Nova Scotia, CANADA (Metro Centre)
- August 4: Ottawa, Ontario, CANADA (Scotiabank Place)
- August 5: Montreal, Quebec, CANADA (Bell Centre)
- August 7: Toronto, Ontario, CANADA (Molson Amphitheatre)
- August 8: Detroit, MI, US (DTE Energy Music Theatre)
- August 9: Dayton, OH, US (Fraze Pavilion)
- August 10: Indianapolis, IN, US (Indiana State Fair)
- August 12: Louisville, KY US (Caeser's Indiana Casino)
- August 13: Atlantic City, NJ, US (House of Blues)
- August 14: Uncasville, CT, US (Mohegan Sun Arena)
- August 15: Atlantic City, NJ, US (House of Blues)
- August 16: Gilford, NH, US (Meadowbrook US Cellular Pavilion)
- August 18: Vienna, VA, US (Wolf Trap Filene Center)
- August 20: Atlanta, GA, US (Chastain Park Amphitheater)
- August 22: Bloomington, IL, US (US Cellular Coliseum)
- August 23: St Paul, MN, US (Minnesota State Fair)
- August 24: Highland Park, IL, US (Ravinia)- This show did not take place in Chicago.
- August 26: Sudbury, Ontario, CANADA (Sudbury Arena)
- August 27: Sault Ste. Marie, Ontario, CANADA (Essar Centre)
- August 30: Regina, Saskatchewan, CANADA (Brandt Centre)
- August 31: Edmonton, Alberta, CANADA (Rexall Place)
- September 2: Calgary, Alberta, CANADA (Pengrowth Saddledome)
- September 4: Vancouver, British Columbia, CANADA (GM Place)
- September 5: Victoria, British Columbia, CANADA (Save On Foods Memorial Centre)
- September 6: Seattle, WA, US (Marymoor Park)

2nd North America Fall Leg (United States and Canada)
- October 30: Reading, PA (Sovereign Center)
- October 31: Montclair, NJ (Wellmont Theatre)
- November 1: Wilkes Barre, PA (Wachovia Arena)
- November 2: Wallingford, CT (Cheverolet Theatre)
- November 4: Quebec City, QC (Pavilion De La Jeunesse)
- November 5: Chicoutimi, QC (Centre-Georges-Vezina)
- November 6: Sherbooke, QC (Palais Des Sports)
- November 8: London, ON (John Labatt Center)
- November 9: Hamilton, ON (Copps Coliseum)
- November 12: Winnipeg, MB (MTS Centre)
- November 13: Saskatoon, SK (Saskatoon Credit Union Centre)
- November 15: Grand Prairie, AB (Grand Prairie Canada Games Arena)
- November 16: Prince George, BC (CN Center)
- November 17: Kamloops, (BC Kamloops Interior Savings Centre)
- November 19: Nampa, ID (The Idaho Center) - Canceled due to scheduling conflicts.[3]
- November 21: Phoenix, AZ (Dodge Theatre) - Canceled due to Nick Carter's illness.
- November 22: Las Vegas, NV (The Palms)
- November 23: Los Angeles, CA (Hollywood Palladium)

Latin American Tour 2004
- Feb 21, 2004  San Juan, PR- Coliseo De Puerto Rico
- Feb, 25 2004 Lima, Peru (Explanada Estadio Monumental)
- Feb, 27 2004 Caracas, Venezuela (Estacionamiento del C.C.C.T) [4][5]
- March 1, 2004 Santiago, Chile Movistar Arena
- March 3, 2009 Buenos Aires, Argentina Luna Park
- March 25, 2004 São Paulo, Brazil Estacionamento do Credicard Hall
- March 12: Monterrey, Mexico
- March 14: Puebla, Mexico
- March 15: Guadalajara, Mexico
- March 17: Mexico City, Mexico